# أدريان ليو
أدريان ليو (بالإنجليزية: Adrian Liu) هو لاعب كرة الريشة كندي، ولد في 17 سبتمبر 1983 في برينس روبيرت في كندا.

## وصلات خارجية
- أدريان ليو على موقع BWF.tournamentsoftware.com (الإنجليزية)
- أدريان ليو على موقع BWFbadminton.com (الإنجليزية)
- أدريان ليو على موقع اللجنة الأولمبية الكندية (الإنجليزية)
- أدريان ليو على موقع اتحاد ألعاب الكومنولث (مؤرشف) (الإنجليزية)